# Алмезе
Алмѐзе (на италиански: Almese; на пиемонтски: Almeis, Алмейс) е малък град и община в Метрополен град Торино, регион Пиемонт, Северна Италия. Разположен е на 364 м надморска височина. Към 1 януари 2023 г. населението на общината е 6292 души, от които 271 са чужди граждани.
На територията на общината се намират останките от най-голямата вила от римската епоха в Северна Италия.

## География, административно деление и население
Алмезе е класифициран като „разпръсната община" със седалище в Алмезе-Ривера.
Намира се в централната част на Метрополен град Торино, в Долна Вал ди Суза, в равнината, където тече потокът Меса. Алмезе е една от първите общини, които се срещат, тръгвайки от град Торино нагоре по Вал ди Суза по левия орографски профил на река Дора Рипария. Територията на общината се простира от равнинната зона до склоновете на Предалпите чак до вододела, който съединява планините Музинè и Курт(о).
Територията има неправилен геометричен профил с доста подчертани височинни вариации: достига до 1325 м надм. височина.
Разположен по течението на потока Меса, Алмезе заема стратегическо положение, важно за комуникацията между Метрополен град Торино и територията на Канавезе от една страна, и вътрешните територии на долината на река Дора Рипария от друга.
На негова територия се намира съществуващият от предримски времена алпийски маршрут на Коле дел Лис – проход на Грайските Алпи.
Най-високите планини на територията на общината са Музинè (1150 м) и Курт(о) (1323 м).
През Алмезе минава вариантът на поклонническия път Via Francigena от лявата страна на река Дора Рипария, разклон на Мон Сени (Монченизио).
Част е от Планинската общност „Вале Суза“.
Граничи със следните 5 общини: Вилар Дора, Рубиана, Авиляна, Вал дела Торе и Казелете. Намира се на 22 км от Торино и на 144 км от Милано.
Има следните подселища (на итал. frazioni): Малайтрайт, Миланере, Ривера и местности: Кастелето, Гадрино Фалка.
Има следните квартали: Бертоло, Болè, Брайда, Кривела, Фалка, Гамба ди Боско, Джорда, Грандже, Мането, Микела, Миоза, Морсино, Панцоне, Софиети, Сонето, Тети Дора, Тети Монтабоне, Тети Сан Мауро и Вигето. 
Към 1 януари 2023 г. населението на общината е 6292 души, от които 271 чужди граждани, сред които преобладават тези на Румъния – 164 души. Български граждани липсват.

## Топоним
Има различни хипотези за произхода на името на Алмезе. Според една от тях топонимът, появяващ се във формите Almesso, Almes, Almesio и множество други варианти, е свързан с Alma, вариант на Balma, което значи „пещера“. Учените обаче не изключват да е производно от гало-римското лично име Almo с наставката -ese или от латинското „ad Maesam“, т.е. при потока Меса. Името на самия поток идва от латинското име Меций (Mettius).

## История

### Ранни поселения и Римска империя
Районът е населен през втория период на Желязната епоха, което става видно от керамичните находки на върха Трук Рандолера.
Обширно и организирано селище започва да съществува между I и II век пр.н.е., когато районът е разширен благодарение на римския път, който от Августа Тавринорум (днешен град Торино) се изкачва по Вал ди Суза до алпийския проход Коле дел Монджиневро и до по-малки проходи, които свързват равнината на Торино с района от Бриансон и с френската част на долината Мориен. През 1979 г. археолози от Торинския университет намират и проучват дълги години римска вила, принадлежаща на някой си „Калвин“ в района на подселището Грандже ди Ривера. Открити са важни зидарски произведения, фрагменти от мозайки с геометрични мотиви и керамика, датиращи от периода между I и VI век сл.н.е. От задълбочените разкопки става ясно значението на вилата, чиито икономически основи се дължат на интензивния трафик на стоки и хора в близост до митническата станция Ad fines – днешно Друбиальо (подселище на град Авиляна).
Римското поселение в района е широко и интензивно: богатата латинска териториална топонимия присъства на цялата територия на Алмезе и в съседните територии. Романизацията на басейна на потока Меса се характеризира с малки селища, разпръснати по цялата територия, представляващи средни и малки стопанства по един от най-важните римски комуникационни пътища към Алпите. От там е възможно да се отиде както в посока Торино, достигайки десния бряг на река Дора Рипария по изчезнал в днешно време мост надолу по течението на станцията Ad Fines, така и да се следва предпланинския маршрут, виещ се на североизток, който позволява да се стигне до Канавезе, Ивреа и Верчели. Този последен път е известен през Средновековието с името strata Vercellensis.
Тази териториална уредба, несигурна в края на II век от н.е., изживява окончателна си криза при Късната Римска империя, за което свидетелства пълното изоставяне на римската вила през IV век от н.е.

### Средновековие
Нито лангобардската окупация през VI век, нито франкската в края на VIII век успяват за заличат напълно следите от предишната териториална организация.
Най-ранните доказателства за съществуването на Алмезе датират от 1001 г., когато император Ото III дава на Олделрих Манфред от рода на Ардуините титлата „Маркграф на Торино“ и в териториите му влиза ...Tertiam partem… Almisii. През 1029 г. маркграфът дарява 1/3 от Вал ди Суза на бенедиктинския манастир Сан Джусто ди Суза, вкл. онези части, които се наричат Алмезе и Рубиана. Тогава бенедиктинците основават в Алмезе препостурата на Св. Мавър и оттогава историята на града съвпада с историята на Сан Мауро – селскостопанско селище (curtis), контролиращо равнинните земи и защитено от наводненията на река Дора Рипария.
През 14 век абатството на Алмезе се превръща в замък, укрепен подобно на всички земеделски стопанства. Нормите и вярванията на епохата са видими в „Селските устави“ – документ от 1311 –1314 г. на Синьория Сан Джусто. В онези дни започва и ловът на вещици, които според народното вярване организират Сабат по бреговете на потока Меса; замъкът Сан Мауро е затвор за виновничките, очакващи екзекуция.
Около 1400 г. Алмезе е изправен пред наводненията на потока Меса, нараснал от остатъците от измиване на хематита, извличан от местните железни мини. Ще са необходими векове, за да се разреши проблемът окончателно чрез залесяване на долината на потока в началото на 20 век.

### XVII – нач. на XX век
През XVII век конфликтът на Савойското херцогство с Франция има отрицателни последици за Алмезе. През 1690 г. френският главнокомандващ Никола дьо Катина завладява Суза и Авилияна, а Алмезе и Рубиана са подложени на грабежи, разрушени са къщи и посеви, и са убити 20 души.
През XVIII век с влизането в сила на Обществените закони е реорганизирана общинската администрация. През 1769 г. манастирът Сан Джусто е разпуснат и териториите на Алмезе са включени в Кралското наследство. Вследствие на Френската революция е създадено временно правителство от група якобинци начело с общинския секретар Гандолфи.
През юни 1800 г. целият регион е присъединен към Франция. С падането на Наполеон Алмезе става главна община на провинция Суза, заедно с присъединените към него общини Вилар-Алмезе (днешното градче Вилар Дора), Ривера и Рубиана, следователно е седалище на съдебен окръг и на окръжен съд. През 1845 г. е разширен пл. „Мартири“, построено е ново кметство и е решен спорът с Авилияна за седалището на пазара.
Алмезе остава селскостопанско селище до 1854 г., когато е построена ЖП линия. Това прави възможно създаването на някои отрасли; построени са начални училища, а на мястото на днешното кметство е построен първият покрит пазар в цялата долина.
През 1900 г. е разрешен вековният спор между Ривера и Миланере за пасищата на планината Музинè. През 1955 г. общините Алмезе и Вилар Дора са разделени.

## Икономика
Поради стратегическото положение на Алмезе и неговата демографска плътност през 19 век му е призната административната функция на областен център в провинция Суза. По времето на Карл Алберт Савойски му е дадено и правото на ежеседмичен пазар, който преди това – през XVIII век се е провеждал незаконно. Това води до недоволството на официалните пазарни центрове Авилияна и Кондове, и до развитието на сегашния пазарен площад, към който от XIX век нататък гледат главните сгради, обществените места и хановете. И през 2019 г. този площад е историческият център на Алмезе.
Икономиката на Алмезе е ориентирана към третичния сектор и към дребната високотехнологична индустрия, което придава на общината „торински“ отпечатък. Общината е все по-малко интегрирана във Вал ди Суза, където е нейното географско разположение. Потокът от пътуващи по работа до Торино и тенденцията за преместване на жилищата извън мегаполиса обуславят развитието на строителството от 1960-те г. насам.
Първичният сектор обхваща производството на зърнени култури, плодове, фураж и грозде, и отглеждането на домашни птици, коне, кози, овце, свине и говеда; практикува се горско стопанство, което произвежда ценни продукти като кестени. Вторичният икономически сектор се състои от множество компании, работещи в строителния, електронния, механичния, металургичния, дървообработващия, гумения и пластмасовия сектор, в хранително-вкусовата промишленост и в производството на мебели. Третичният сектор се състои от добра дистрибуторска мрежа, както и от всички услуги, които включват банкиране, застраховане и недвижими имоти.

## Забележителности

### Градска архитектура

#### Римска вила (Villa Romana di Almese)
Останките от римската вила – луксозна резиденция на богаташ вероятно от I век сл.н.е. се намират в местността Грандже ди Ривера. Комплексът е разположен по средата на склона над равнината пред него и предлага панорамна гледка към морената на Риволи, хълма Пиркириано, планината в Горна Вал ди Суза, планината Рочамелоне и склоновете на прохода на Лис. Вилата е най-голямата извънградска сграда от римската епоха в Северна Италия. Намира се на ръба на римския път на Галиите, в непосредствена близост до statio ad fines на Друбиальо на Авиляна – фокусна точка за романизацията на района.
Обектът е на площ от 5000 кв. м на няколко нива, а вилата е построена върху основа от около 37 × 49 м. Била е разделена на два етажа. Вероятно в ъглите на сградата е имало две кули, които са образували трети етаж. В центъра е имало двор (перистил) с размер 27 × 30 м, заобиколен от портик с достъп до различните стаи. Носещите му колони са били тухлени с бяла мазилка, а основите и капителите са били от мрамор от Вал ди Суза. Северният вход е бил монументален, с тухлени колони с диаметър 50 см. От противоположната страна, на юг, е имало портик на стълбове с аркада отгоре, гледаща към реката Дора Рипария и мореновия хълм. Отпред на площ от около 2000 кв. м е имало градина. Всички конструкции са били измазани: на долния етаж с груба мазилка, а на горния – с боядисана мазилка. Вероятно помещенията на първия етаж са били жилищни, а по-скромният партер е бил за слугите. Подовете са били различни – с мозайка, фаянс с бели и цветни каменни люспи, обикновен хоросан.
Към 2020 г. вилата е посещаема безплатно след записване.

### Укрепено селище и Кула на Св. Мавър (Ricetto e Torre di S. Mauro)
Първото сведение за укрепеното селище на Св. Мавър е от 1029 г., когато маркграфът на Торино Оделрик Манфред II дарява 1/3 от притежанията си във Вал ди Суза на Абатство „Сан Джусто“ в Суза, вкл. curtis на Св. Мавър. Между 1281 и 1285 г. curtis-ът става укрепено селище, т.е. каструм, а камбанарията на тамошната църква – масивна отбранителна кула от 26 м, част от която е видима и през 2020 г. Църквата се превръща в хранителен склад, съдебно седалище и монашески архив, а от втората половина на XIII век е обикновена селскостопанска резиденция.
Мястото става основен център за отбрана на територията, убежище в случай на опасност и защитен от вражески набези склад за хранителни продукти. Там кастеланът събира посевите от селските райони, дължими на абата, и складира продуктите от нивите около „каструм-а, отглеждани по заповед на превоста.
От древната камбанария към 2020 г. е останала 7-етажна част; пирамидалната ѝ шпилка е заменена с повдигната и кренелирана част, а еднокрилите прозорци в долната част и трите светли прозореца в горната част са сведени до процепи. Сегашният зидан мост замества стар мост от XVII век, построен на мястото на подвижен мост от XIII век. Цялото селище с изключение на западната част е било заобиколено от ров, видим в северозападната част. От първите стени, ограждали църквата и камбанарията, са видими няколко гвелфови зъбци; втората външна стена е защитавала селската част, която е служила за укрепен заслон.
С разрастването на селището на Алмезе по поречието на потока Меса и със затварянето на абатство Сан Джусто в Суза през 1772 г. древният заслон губи своето значение и става селскостопанска резиденция, постепенно разделяна между няколко собственици.
Към 2020 г. кулата и укрепеният заслон се използват за културни събития и изложби.

### Ферма Панцоне (Grangia di Panzone)
През 1230 г. картезианците получават голямото селскостопанско имение на Панцоне, където построяват житохранилище за директно управление на огромна конструкция със защитен ров, където се намират просторни монашески складове и конюшни. Към 2019 г. е частна собственост и е посещаема частично.

### Замък Миланере (Castello di Milanere)
Замъкът Миланере – частна собственост, поради което не е отворен за посетители, е построен през 1338 г. по времето на Умберто де Илино с одобрението на граф Аймон Савойски. Огромната структура на укрепения дом излиза от земеделска тераса, разположена зад подселището Миланере. Почти изцяло възстановен, замъкът все още съхранява в югоизточния си ъгъл красив частен параклис, в който са използвани романските капители на древната църква на Св. Андрей, разрушена при построяването на укрепения дом.

### Религиозна архитектура

#### Енорийска църква „Св. Стефан“ (Parrocchiale di Santo Stefano)
Намира се в подселище Ривера. Построена през 1248 г. Апсидата ѝ е в руини през 1346 г., но по-късно включена в по-новата барокова църква на Св. Стефан. Тя е построена между 1684 и 1690 г. благодарение на игумена Скаля от Веруа Савоя, когато общността на Ривера пожелава изграждането на нова енория, отделена от тази на Алмезе в резултат на по-голямата си автономия.

#### Църква „Възнесение Богородично“ (Chiesa di Santa Maria Assunta)
Намира се в подселище Миланере. Изграждането на параклиса датира от 1710 г. Той е разширен през 1713 г. Строежът на дома на капелана датира от 1717 г. Става енорийска църква, когато Миланере е отделено от Риволи и обединено с община Ривера и през 1928 г. с Алмезе.

#### Енорийска църква „Рождение Богородично“ (Parrocchiale della Natività di Maria Vergine)
Модерната сграда, построена през 1963 г. в равнината на Алмезе, е посветена на Рождество Богородично. В камбанарията ѝ има пет камбани. Заменя старата църква на Св. Мария на Кастеларо – днес обикновен параклис.

### Други

#### Природен обект „Гоя дел Пис“
Водоскокът на Пис с височина около 14 м в басейн с диаметър около 30 м дължи формата си на стотиците хил. год. водна ерозия на особено твърди скали, които са ограничили действие на самите води. Това са серпентинити – скали, богати на желязо и магнезий, произлизащи от магмите на древната океанска кора. Дълбаенето и моделирането на долината не спира дори по време на заледяванията: водите също действат на дъното на ледника с още по-голяма сила, като се има предвид налягането в среда, компресирана между лед и скала. Някои вдлъбнати форми в скалата на Гоя дел Пис (Goja del Pis) са свързани с вихъра от камъни, хванати от течението в канари и бразди. Достъпен само пеша по планински пътеки.

## Събития
- Майски панаир
- Литературна награда „Джорджо Калканьо“ (Premio letterario Giorgio Calcagno), май
- Голяма Богородица – патронен празник на подселище Миланере, 15 август
- Рождение Богородично – патронен празник на Алмезе, 8 септември
- Септември в Алмезе (Settembre almesino) – културни, музикални, развлекателни и спортни събития
- „Изкуство, занаяти, музика и ...“[13] – октомври, в Ривера
- Земеделски и животновъден панаир – октомври, в Миланере
- Есенен музикален фестивал на Алмезе (Musica d'Autunno) – октомври/ноември
- Св. първомъченик Стефан – патронен празник на подселище Ривера – 26 декември

## Култура

### Образование
- В Алпете липсват училища и детски градини. Детските градини са в Понт Канавезе, Праскорсано и Спароне, началните училища (от 1-ви до 5-и клас вкл.) са в Понт Канавезе и Спароне, средните училища от първа степен (от 6-и до 8-и клас вкл.) са в Понт Канавезе и Куорне, а училищата от втора степен (от 9-и до 11-и или 12 клас) са в Куорне.
- Народен университет за третата възраст и учене през целия живот – съществува по гражданска инициатива и предлага курсове в най-различни сфери.

### Музеи, библиотеки, театри, кина и културни центрове
- Театър Мането (Teatro Magnetto[14])
- Градска библиотека „Джорджо Калканьо“
- Кино – в град Авиляна, на 4,7 км

### Религиозни центрове
- Енорийска църква „Рождение Богородично“ (Parrocchia Natività Maria Vergine), проектирана от арх. Джовани Боскис и построена между 1963 и 1966 г., за да замени старата енорийска църква
- Енорийска църква „Възнесение Богородично“ (Parrocchia Santa Maria Assunta), подселище Миланере, построена през 1675 – 1725 г.
- Енорийска църква „Св. Стефан“ (Parrocchia Santo Stefano), подселище Ривера, построена през 1685 г., енорийска църква от 1690 г.
- Църква „Мария Майка на Църквата“ (Chiesa di Maria Madre della Chiesa), построена през 1679 г. след разрушаването на предишната енорийска църква от наводнение
- Параклис на Снежната Мадона (Cappella della Madonna della Neve), построена през 1861 г.
- Параклис на Св. Рох (Cappella di San Rocco), спомената за 1 път през 1774 г., напълно преустроена през 1854 г.
- Параклис на Св. Анна (Cappella di Sant'Anna), споменат за първи път през 1744 г. по повод пастирското посещение на игумена Дел Ланце; по онова време е собственост на сем. Бландин Савоя; сегашният параклис е построен между 1905 и 1906 г. на мястото на стария от противоположната страна.
- Параклис на Блажената Анна Микелоти (Cappella della Beata Anna Michelotti), построен през 1977 г., трансформирайки стара плевня
- Оброчен стълб Молар или на Коста (Pilone Mollar o della Costa)
- Параклис на Опечалената (Cappella dell'Addolorata), подселище Ривера, построена по волята на жителите през 1863 г.
- Параклис на Св. Лука (Cappella di San Luca), пак там, построен по волята на Джузепе Бонино през 1890 г.
- Параклис на Мадоната Утешителка (Cappella della Madonna Consolata), построен по молба на жителите на селището Миоза ди Ривера през 1856 г.
- Параклис на Мадоната на милосърдието (Cappella della Madonna delle Grazie), пак там, построен според завещанието на Джовани Батиста Джорда през 1825 г.
- Параклис на Св. Йосиф (Cappella di San Giuseppe), пак там, построен през 1798 г. с името „Свето семейство“ по волята на Франческо Салвая
- Параклис на Св. Анна (Cappella di Sant'Anna), пак там, спомената за 1-ви път през 1846 г.
- Параклис на Св. Архангел Михаил (Cappella di San Michele Arcangelo), в махала Морсино на подселище Ривера; съществува през втората половина на 15 век, съборена през 1784 г. и възстановена през 1790 г. по поръчка на епископ Ферарис от Суза. През 1800 г. са направени някои промени заедно с разширяването и издигането на камбанарията. Тази структура е запазена и към 2020 г.
- Зала на Царството – Свидетелите на Йехова (Testimoni di Geova)
- Евангелска християнска църква „Емануил – дума за живот“ (Chiesa Cristiana Evangelica "Emmanuel Parola di vita"), подселище Миланере[15][16]

- Санта Мария деле Грацие
- Параклис на Мадоната Утешителка
- Параклис на Снежната Мадона
- Параклис на Сан Мауро
- Параклис на Св. архангел Михаил
- Възнесение Богородично (Санта Мария Асунта)
- Параклис на Св. Анна, Алмезе
- Енорийска църква на Св. Стефан (Санто Стефано), Ривера
- Параклис на св. Рох
- Оброчен стълб на Коста

### Медии
- Вестник „Валсуза днес“ ([Valsusa Oggi[17]) – независимо издание
- Вестник „Валсуза“ ([La Valsusa[18]) – седмичник
- Електронен вестник „Адженда нюз“ ([L'Agenda news[19])
- Раздел за Вал ди Суза на „Торино днес“ (Torino Oggi[20])

### Асоциации и клубове
- Италиански алпийски клуб – клон Алмезе (Club alpino italiano – Sezione Almese)
- Футболен клуб „Алмезе калчо“ (Almese Calcio[21])
- Аматьорска спортна асоциация „Черен тигър“ (Black Tiger Association A.S.D.[22]) – кунг фу за аматьори
- Аматьорска спортна асоциация „Такушоку карате Алмезе“ (ASD Takushoku Karate Almese KWF)
- Дружество на Алмезе за петанк
- Италианска федерация по екскурзионизъм (Federazione italiana Excursionismo)
- Клуб „Джо '22“ – лека атлетика, подселище Ривера (Club Gio '22[23])
- Волейболна асоциация „ИЗИЛ Алмезе“ (ISIL Polisportiva Volley Almese[24])
- Ски клуб „Валтер Лонарди“ (Sci Club Valmessa “Valter Lonardi”)

### Спортни съоръжения
- Общински фитнес
- Фитнес в начално училище в Алмезе и в Ревера
- Тенис кортове
- Футболно игрище и писта за лека атлетика
- Полета за петанк
- Спортен риболов в езеро „Тре паис“ (Lago Tre Pais[25])[26]

## Транспорт
- ЖП линия – международна ЖП линия Торино – Бардонекия от близката гара в град Авиляна (на 4,7 км), която благодарение на линия 3 на Метрополната ЖП система позволява връзки на всеки 30 мин. с град Торино и с другите общини в долината на Суза.[27]
- Автобус: 2 линии на Gtt: Кондове – Коленьо и Рубиана – Коленьо; 2 линии на Bellando tours: Казелете-Алмезе-Кондове-Бусолено-Суза и Бусолено-Боргоне-Авиляна-Джавено; 1 линия на Cavourese: Казелете-Алпиняно-Авиляна.[28]
- Летища: Торино Казеле – на 38 км, Милано Малпенса – на 145 км
- Пристанище: в Савона на 159 км
- Междуградски път SS n. 26 на Монджиневро – на 2 км
- Автомагистрала A32 Торино-Бардонекия – на 3 км

## Известни личности от Алмезе
- Шипионе Рива-Рочи (* 7 август 1863, † 15 март 1937 в Рапало) – доктор, откривател на живачния сфигмоманометър
- Джорджо Калканьо (* 9 септември 1929, † 26 август 2004 в Сан Бенедето дел Тронто) – журналист, писател, литературен критик и поет
- Леонардо Киарильоне (* 30 януари 1943) – инженер, баща на mpeg, като стартира дейността по стандартизация ISO

## Побратимени градове
- Шчирк, Полша (1993)